# NS5-brane
Pour un article plus général, voir Brane.
En physique théorique, une NS5-brane est un objet à 5 dimensions (une p-brane).  Elle comporte une charge magnétique en dessous du champ B, le champ en dessous duquel la corde fondamentale est électriquement chargée,.